# Tony Rickardsson
Tony Rickardsson (født 17. august 1970 i Avesta) er en forhenværende speedwaykører, der har vundet det individuelle verdensmesterskab seks gange (1994, 1998, 1999, 2001, 2002 og 2005). Han var med til at vinde VM for Sverige tre gange (1994, 2000 og 2004). Han har deltaget i grandprixserien i tolv sæsoner med 79 grand prix'er til følge.

## Ekstern henvising
- Tony Richardssons hjemmeside Arkiveret 25. juni 2001 hos  Wayback Machine (svensk)